# Buril (arqueología)

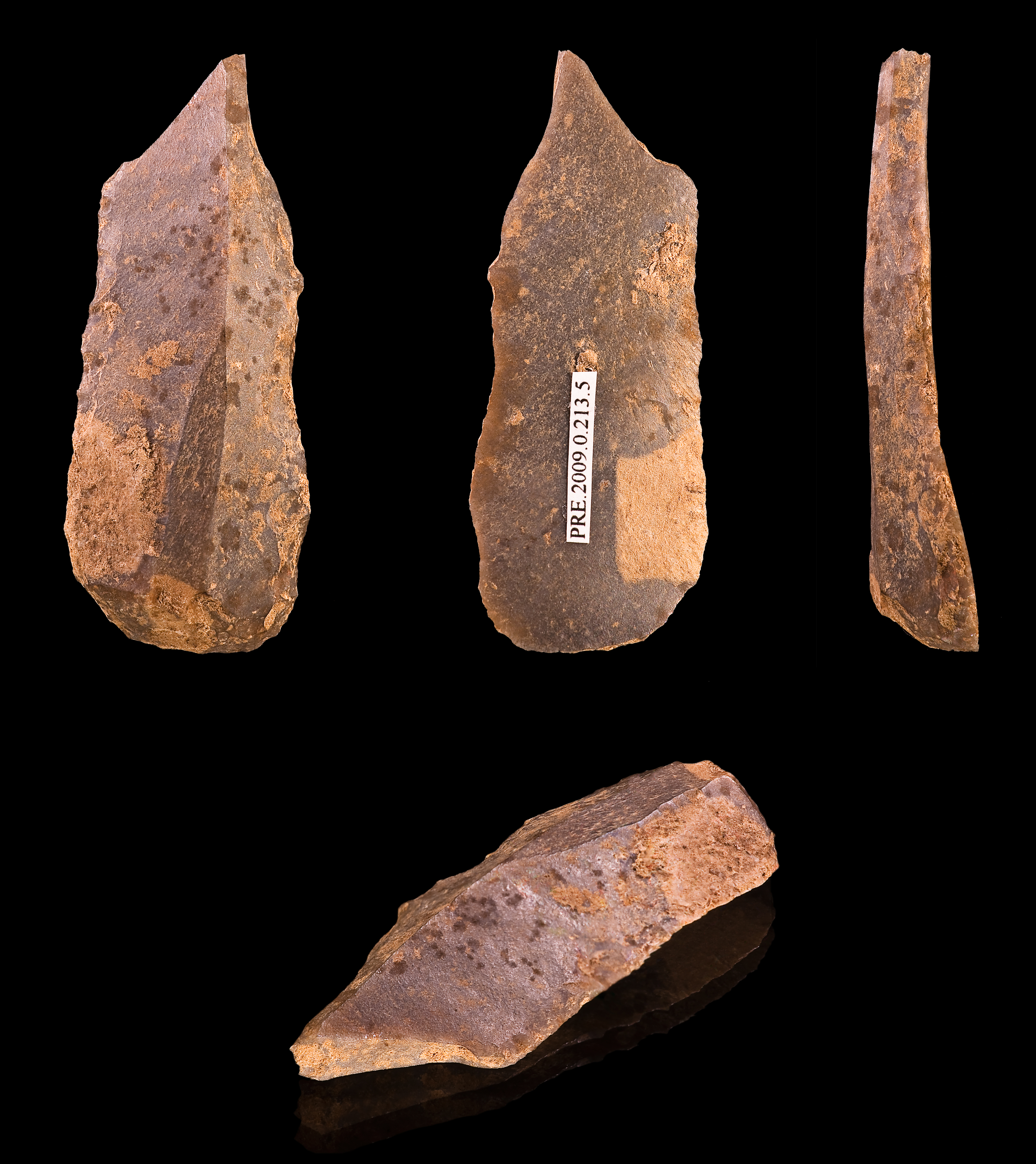
Buril paleolítico conservado en el Museo de Tolosa (Francia).

El buril es un útil prehistórico fabricado a partir de piedra  o  mediante una técnica especial de retoque llamada técnica del golpe de buril. Siguiendo esta técnica se extrae un tipo determinado de lascas denominadas «virutas de buril», dejando un negativo de lascado (generalmente llamado «paño») más o menos perpendicular al plano de aplastamiento del soporte. Se estima que los buriles se usaban para fabricar utensilios de hueso o asta, como azagayas o arpones, para la confección de objetos de arte mueble, o también para hacer fuertes incisiones en roca, hueso o asta (para la elaboración de grabados).
Se han encontrado buriles en estratos del Paleolítico medio, pero se vuelven particularmente abundantes en los estratos del Paleolítico superior, coincidiendo con la gran eclosión de los objetos de hueso y de asta.